# 칩과 데일의 대작전
칩과 데일의 대작전(Chip 'n Dale Rescue Rangers, 일본어: チップとデールの大作戦)은 동명의 디즈니 애니메이션 시리즈에 기반을 둔 캡콤이 개발하고 배급한 플랫폼 게임이다. 대한민국에서는 EASTWIND에 의해 "칩과 데일의 대작전"이라는 제목으로 게임이 출시되었다. 처음에 일본과 북아메리카에서 1990년에 패밀리 컴퓨터용응로 출시되었으며 이듬해 유럽에 출시되었고 이후 닌텐도 플레이초이스-10 아케이드 시스템으로 이식되었다. 전 세계적으로 대략 1,200,000본이 판매되었다.
이 게임은 마이크로소프트 윈도우, 플레이스테이션 4, 엑스박스 원용의 2017년 4월 발매한 더 디즈니 애프터눈 컬렉션 모음집에 포함되었다.

## 평가
| 평가 |           |
| --- | --------- |
| 평론 점수 평론사 점수 EGM 7.75 / 10 [ 3 ] 닌텐도 파워 4 / 5 [ 4 ] Mean Machines 88% [ 5 ] Total! 81% [ 6 ] |           |
| 평론 점수                                                                                                  |           |
| 평론사 | 점수      |
| EGM | 7.75 / 10 |
| 닌텐도 파워                                                                                                | 4 / 5     |
| Mean Machines                                                                                              | 88%       |
| Total! | 81%       |